# 290e régiment d'artillerie
Le 290e régiment d'artillerie lourdes à tracteurs (290e RALT) est une unité de l’Armée française créée en 1918 et dissoute dès la fin de la Première Guerre mondiale.

## Chefs de corps
Le régiment est commandé par le colonel Pioche.

## Historique des garnisons, combats et bataille
Formé en janvier 1918, le 290e RALT est constitué des groupes suivants :
- le 1er groupe, équipé de mortiers de 220 ACS, est formé en mars[2]. En juillet, les 220 ACS sont remplacés par des mortiers de 220 Schneider TR (en)[1] ;
- les 2e et 3e groupes, équipés de mortiers de 220 TR, sont formés en février-mars ;
- le 4e groupe, équipé de mortiers de 220 TR, est formé en avril ;
- le 5e groupe, équipé de mortiers de 280 Schneider TR, est formé en janvier[3] ;
- le 6e groupe, équipé de mortiers de 280 TR, est formé en février.

- Illustration des canons utilisés par le 290e RALT.

Illustration des canons utilisés par le.
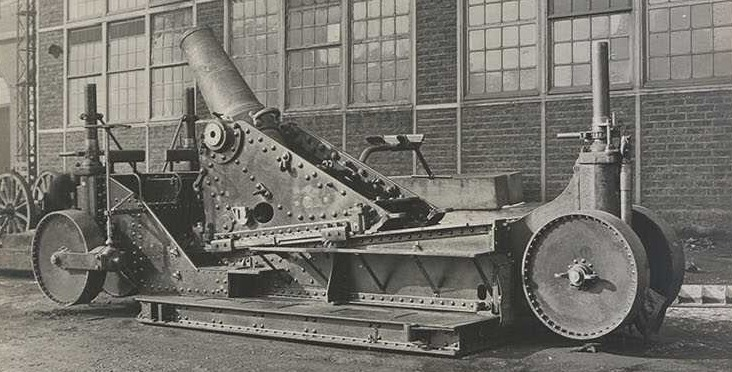
Un mortier de 220 ACS, tel ceux du 1er groupe.
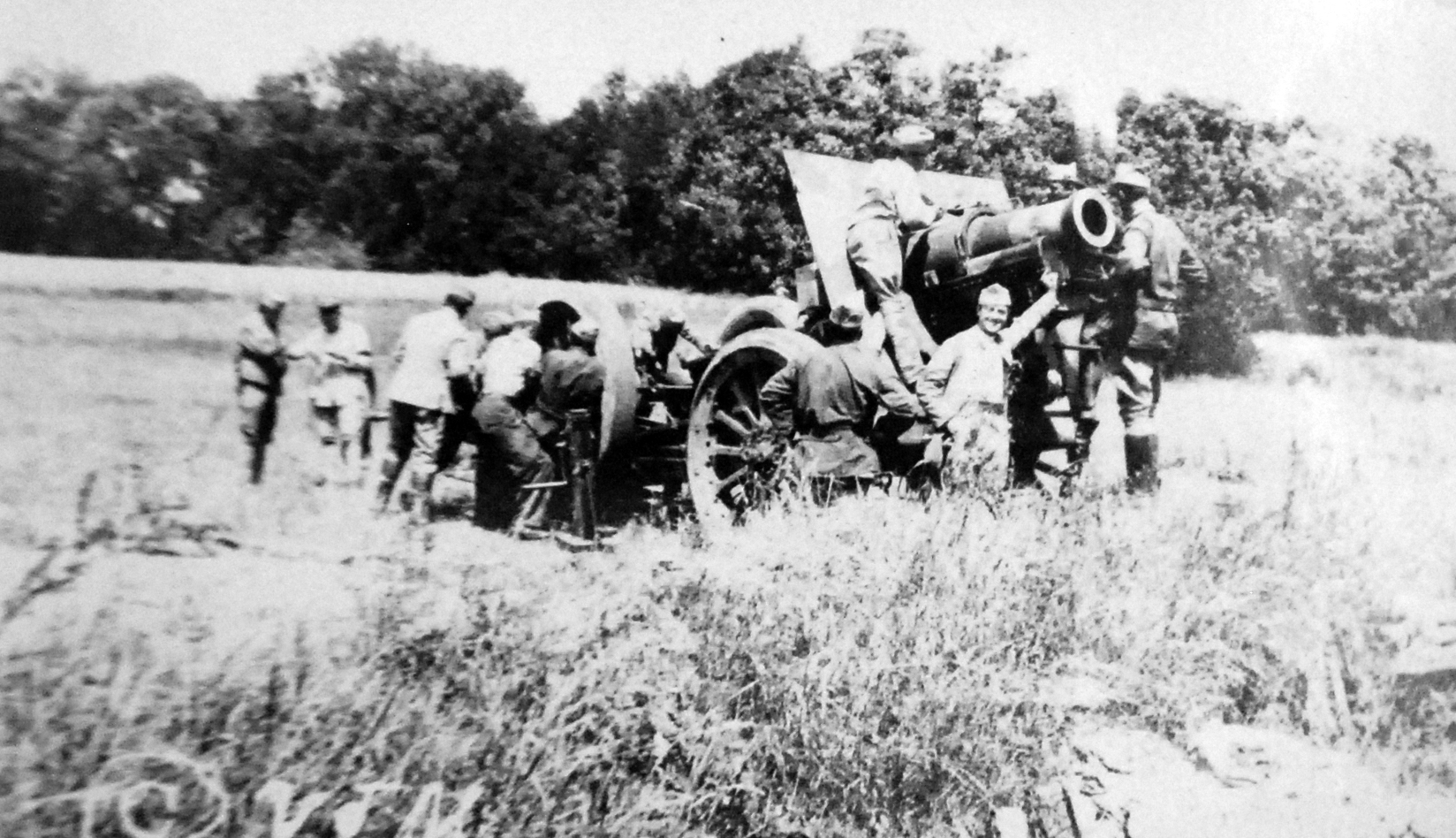
Un mortier de 220 TR en 1918, tel que ceux du régiment lors de la Bataille de Cantigny.
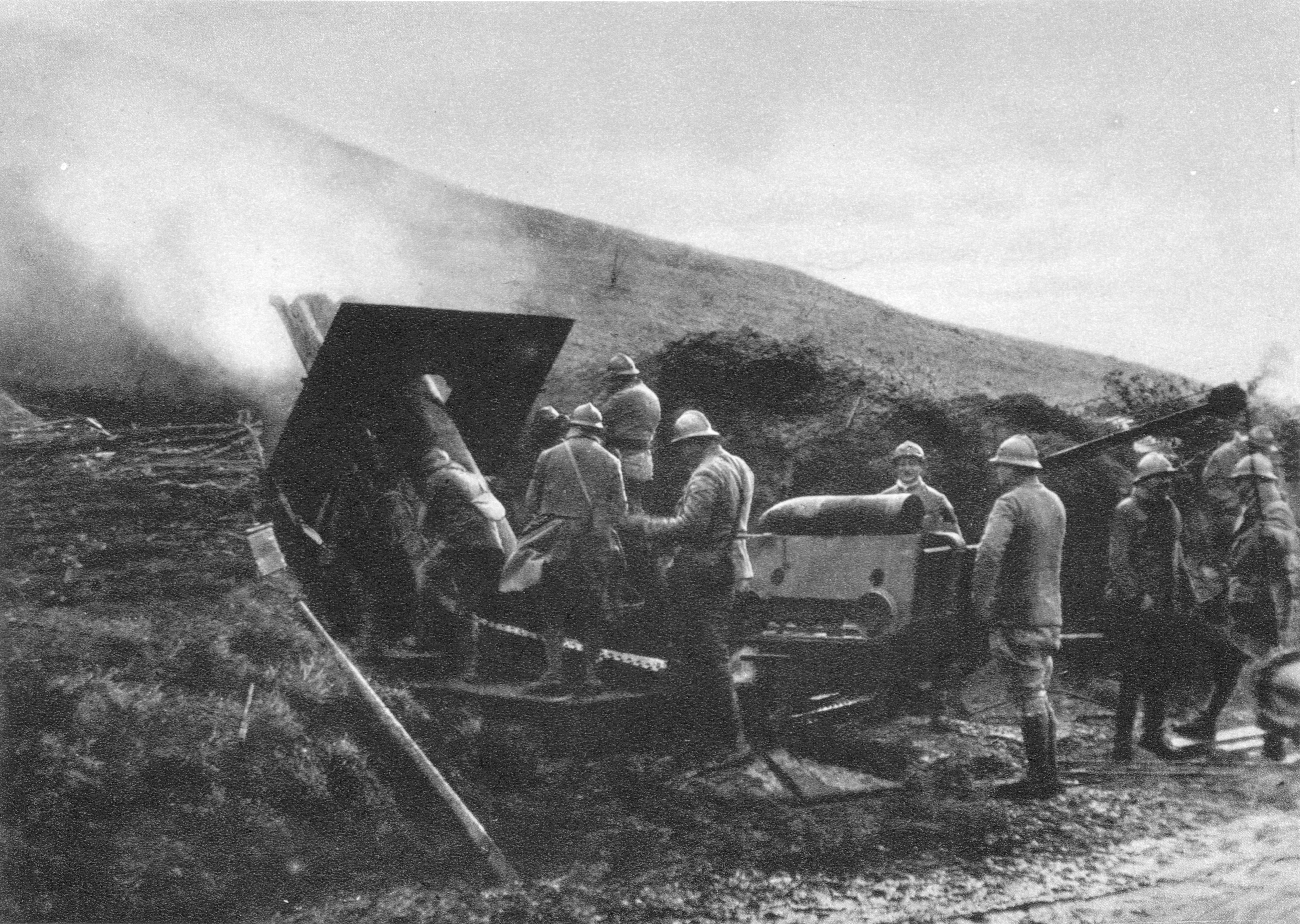
Un mortier de 280 TR en 1918, tel que ceux du régiment.

Le régiment est partiellement réorganisé en septembre 1918 : le 2e groupe devient le groupe A, le 3e groupe devient le groupe B. Les nouveaux groupes ont trois batteries au lieu de deux.
Le régiment est dissout en juin 1919, regroupé avec le 90e RALT.

## Traditions

### Citation
Le 2e groupe du 290e RALT reçoit deux citations à l'ordre de l'armée et le port de la fourragère aux couleurs de la Croix de guerre.

### Insignes
- Insignes peints sur les véhicules du 290e RALT

Insignes peints sur les véhicules du
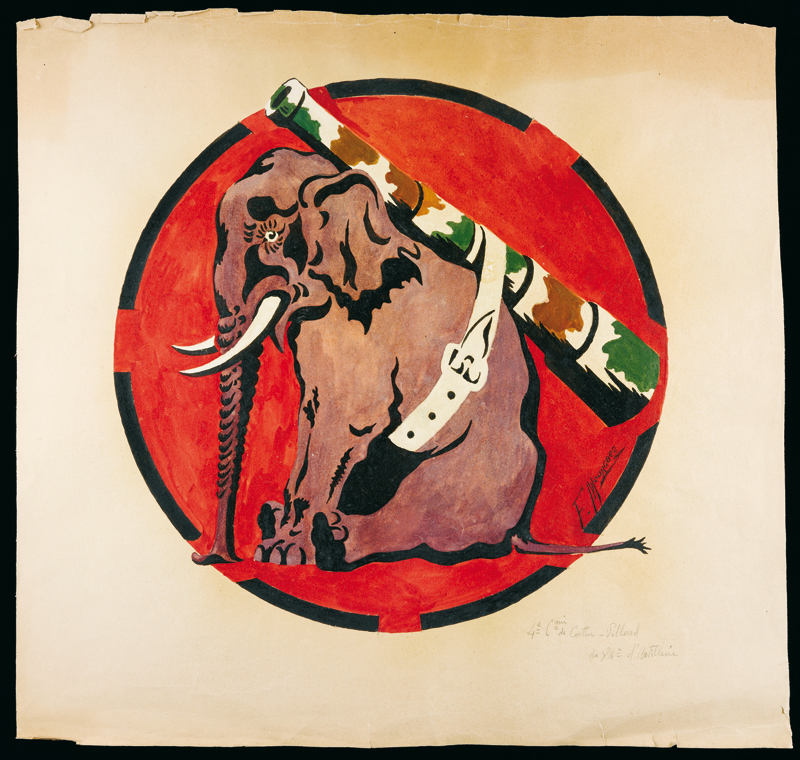
Insigne du 1er groupe (peint par François Mourgues).
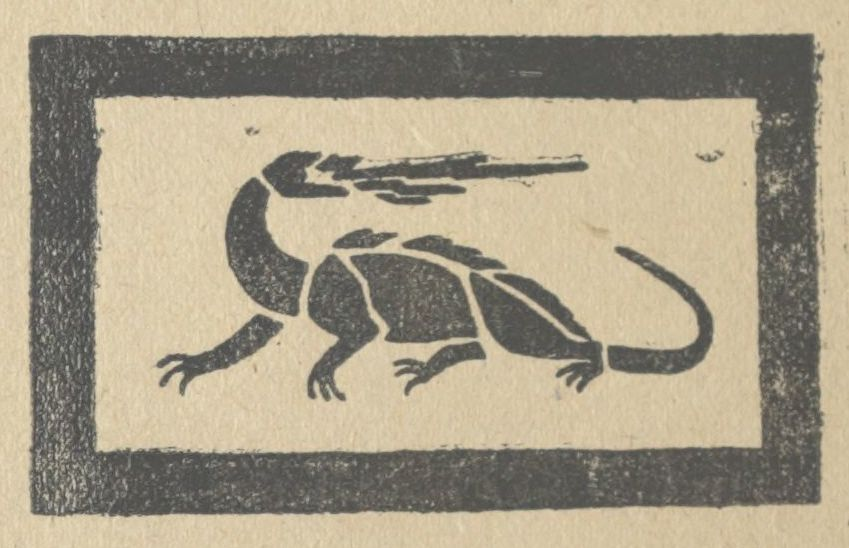
Insigne du groupe A.
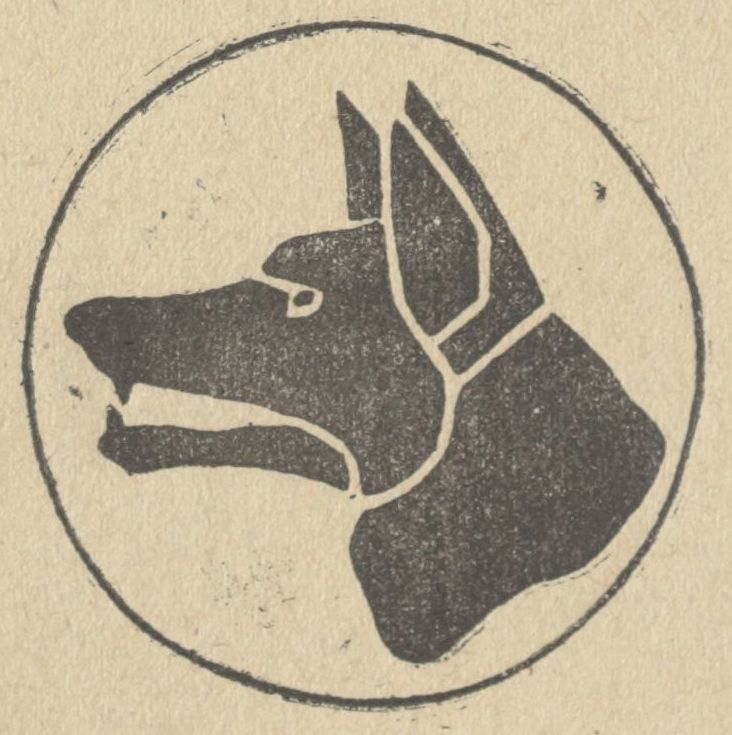
Insigne du groupe B.
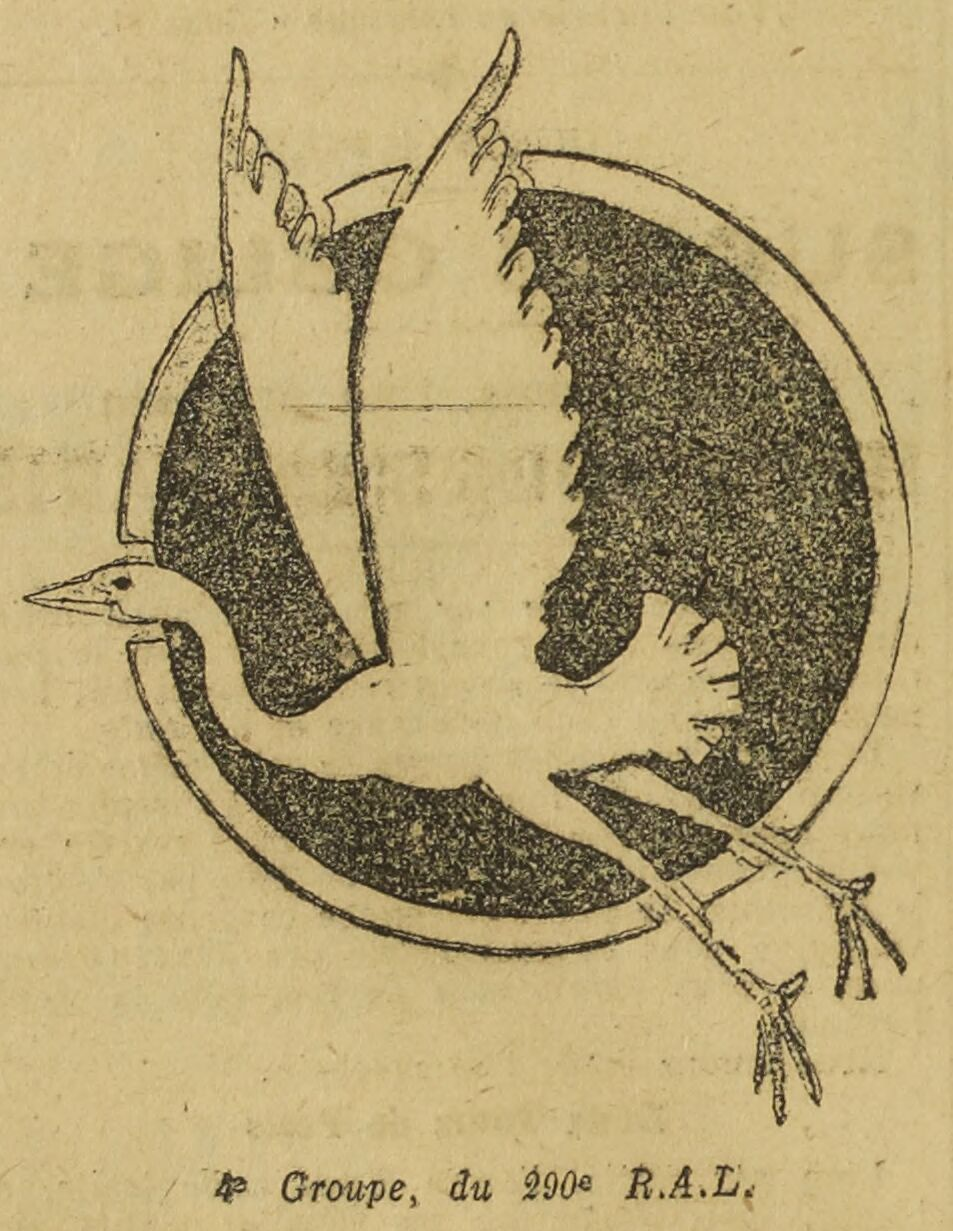
Insigne du 4e groupe.
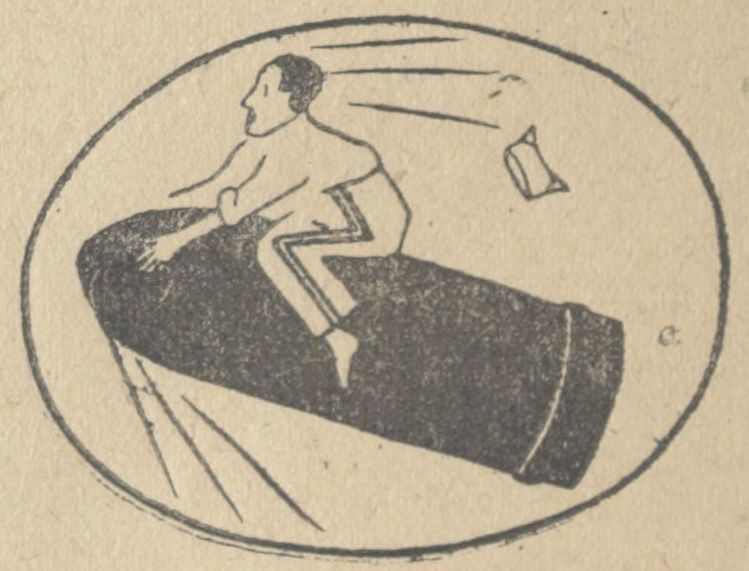
Insigne du 5e groupe.
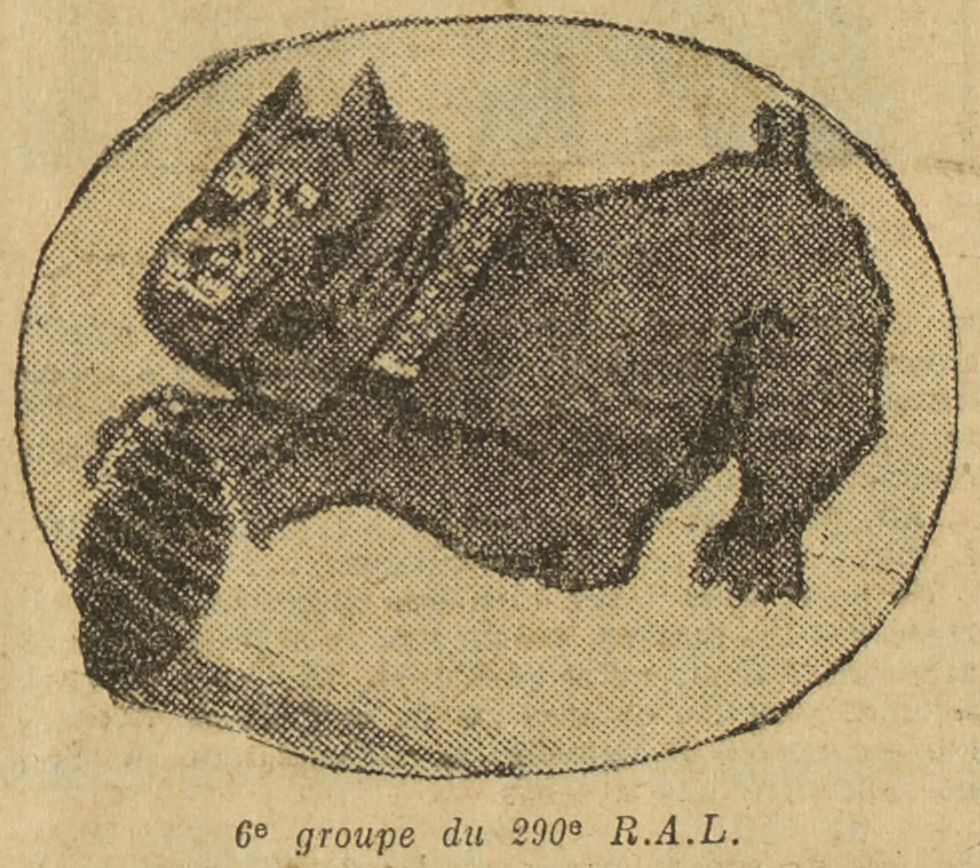
Insigne du 6e groupe.
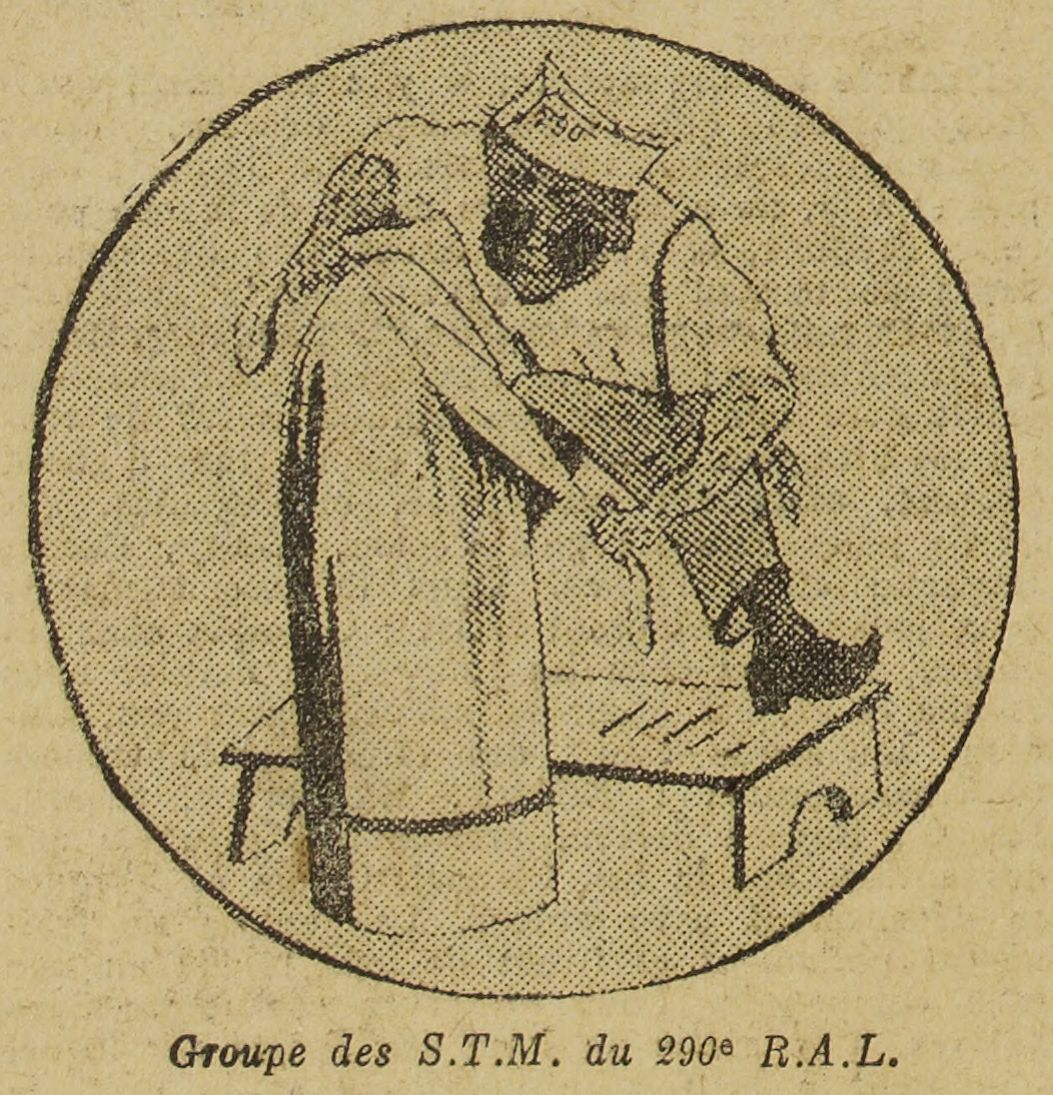
Insigne du groupe des sections de transport de munitions.

### Étendard
L'étendard du régiment ne porte aucune inscription.

## Sources et bibliographies
- Historique du 90e régiment A.L.T. formé par les 90e et 290e R.A.L.T., Vannes, Lafolye frères, 1920 (BNF ark:/12148/bpt6k6235095j, lire en ligne)